# خوليو سيزار كاسيرس
خوليو سيزار كاسيرس لوبيز (بالإسبانية: Julio César Cáceres López) (مواليد 5 أكتوبر 1979 في سان خوسيه دي لوس أرويوس) لاعب كرة قدم باراغواياني يلعب حاليا لصالح نادي أتليتيكو مينيروالبرازيلي.

## روابط خارجية
- خوليو سيزار كاسيرس على موقع الاتحاد الدولي (مؤرشف)  (الإنجليزية)
- خوليو سيزار كاسيرس على موقع الاتحاد الأوربي (الإنجليزية)
- خوليو سيزار كاسيرس على موقع قاعدة بيانات كرة القدم.إي يو (الإنجليزية)
- خوليو سيزار كاسيرس على موقع ناشيونال فوتبول تيمز (الإنجليزية)
- خوليو سيزار كاسيرس على موقع Soccerway.com (الإنجليزية)
- خوليو سيزار كاسيرس على موقع AS.com (الإسبانية)